# Edward Marczewski

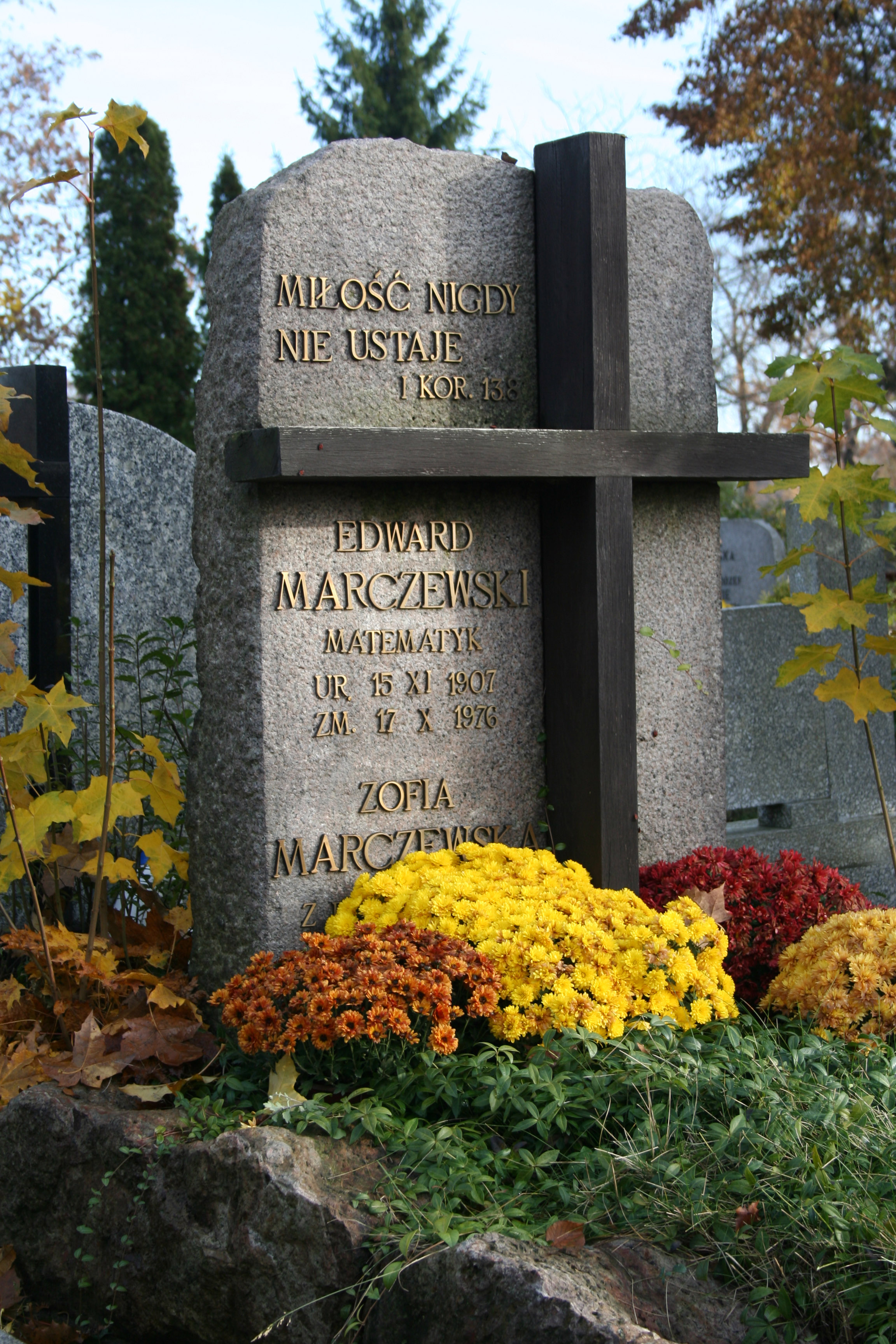
Grób profesora Edwarda Marczewskiego na Cmentarzu Świętej Rodziny we Wrocławiu

Edward Marczewski, do 1940 roku nosił nazwisko Szpilrajn (ur. 15 listopada 1907 w Warszawie, zm. 17 października 1976 we Wrocławiu) – polski matematyk pochodzenia żydowskiego, profesor i rektor Uniwersytetu Wrocławskiego.

## Życiorys
Po ukończeniu w 1925 Państwowego Gimnazjum im. Stefana Batorego w Warszawie, podjął studia na Uniwersytecie Warszawskim. Już na pierwszym roku spotkał Kazimierza Kuratowskiego, który wraz ze Stefanem Mazurkiewiczem oraz Wacławem Sierpińskim miał duży wpływ na studia i późniejsze prace Marczewskiego. W 1932 roku Marczewski złożył pracę doktorską, napisaną pod kierunkiem Sierpińskiego.
Do roku 1940 nazywał się Szpilrajn. Wojnę przeżył dzięki fałszywym dokumentom na nazwisko Marczewski, otrzymanym od Władysława Bartoszewskiego. Pod koniec wojny uwięziony przez Niemców i wysłany do obozu pracy przymusowej we Wrocławiu. Po wojnie pozostał w tym mieście, od jesieni 1945 roku pracując na Uniwersytecie Wrocławskim.
Od 1945 roku był kierownikiem Katedry Funkcji Rzeczywistych, ale z powodów politycznych przeniesiony został w stan spoczynku w 1969 roku. Ponadto pełnił w latach 1945-1967 funkcję dyrektora Instytutu Matematycznego Uniwersytetu oraz prezesa Polskiego Towarzystwa Matematycznego (1957-1959) i Wrocławskiego Towarzystwa Nauk.
W 1946, razem z Bronisławem Knasterem, Hugonem Steinhausem i Władysławem Ślebodzińskim założył czasopismo matematyczne Colloquium Mathematicum, którego był później długoletnim redaktorem naczelnym.
Został odznaczony Złotym Krzyżem Zasługi (1950).
Członek korespondent (od 1958), członek rzeczywisty PAN (od 1966).
Jego żoną była Zofia Bursche, córka pastora ewangelickiego Edmunda Burschego.

## Dorobek naukowy i dydaktyczny
Autor około 100 prac naukowych z zakresu topologii, teorii miary, teorii mnogości i algebry. 92 z tych prac zebrano i wydano w 1996 roku w formie dzieł zebranych tego matematyka:
- Marczewski, Edward: Collected mathematical papers. Edited and with a preface by Stanisław Hartman, Andrzej Hulanicki, Anzelm Iwanik, Zbigniew Lipecki, Czesław Ryll-Nardzewski and Kazimierz Urbanik. With a biography by Roman Duda and Hartman. Polish Academy of Sciences, Institute of Mathematics, Warszawa, 1996. xxxvii+684 pp. ISBN 83-86806-00-1

Twórca wrocławskiej szkoły algebraicznej i algebraicznej teorii niezależności. Nauczyciel Siemiona Fajtlowicza, Kazimierza Głazka i innych.
Był autorem haseł w Polskim Słowniku Biograficznym.